# Romance en la mineur

La Romance en la mineur est une romance de la compositrice allemande Clara Schumann, écrite en 1853.

## Contexte et création
Clara Schumann compose sa Romance pour les Trois Romances pour piano op. 21 en 1853, mais elle révise l'ouvrage en 1855 pour la remplacer par l'Andante en la mineur. La Romance en la mineur a été publiée en 1891 dans le périodique londonien The Girl's Own Paper.

## Analyse
D'un caractère pensif et de structure ternaire, elle dénote par ses fortes dissonances, donnant lieu à des septièmes, des neuvièmes et des secondes mineures. Le ton très mélancolique reflète notamment les difficultés qu'a connues Clara dans sa vie personnelle avec la maladie, l'hospitalisation puis la mort de Robert Schumann.